# Gamba (Gabun)
Gamba ist eine Stadt in der Provinz Ogooué-Maritime im Südwesten Gabuns. Mit rund 13.000 Einwohnern (Berechnung 2010) ist sie die zweitgrößte Stadt der Provinz. Sie befindet sich am südlichen Ende der Ndogo-Lagune. Südöstlich des Ortes befindet sich der Yenzi-See. Wichtigster Wirtschaftsfaktor ist die in der Nähe der Stadt befindliche Ölquelle. Die Stadt besitzt einen Flughafen.
Wegen seiner bemerkenswerten Naturvielfalt (Biodiversität) wurden Gamba und der nahe gelegene Loango-Nationalpark ein Ziel des internationalen Tourismus.